# 김기만 (화가)
김기만(金基萬, 1929년 5월 9일~2004년 12월 26일)은 조선민주주의인민공화국의 미술가(동양화 화가 겸 조선화 화가)이자 대학 교수였다.

## 생애

### 일생
본관은 김해(金海)이고 서울 출생이며 1944년 동양화가로 일제강점기 말기 화단에 첫 입문하였고 이후 6·25 한국 전쟁 때(1·4 후퇴 직후 시점이던 1951년 1월 6일 당시)에 북조선 인민의용군 사병으로 강제 징집되어 강제 월북하였다.
이후 그는 종전 6개월 뒤인 1954년 1월 13일 당시를 전후하여 북조선 인민의용군에서 군필 제대 조치 처분되었고 1956년에는 평안남도 평양미술대학교 조선화미술학과에 입학(당시 28세)하여, 이후 1960년 평양미술대학교 조선화미술학과에서 학사 학위를 취득(당시 32세)하였으며 이후 조선화가로 활동하였고 또 아울러 1970년 3월부터 1972년 9월까지는 자신의 모교 평양미술대학교의 교수를 잠시 지낸 적이 있으며 조선민주주의인민공화국의 동양화가 정창모(鄭昌謨)와 사형제(師兄弟) 관계를 이루었다.

### 말년
이후 2000년 8월 12일, 이산가족 상봉자라는 입장으로써 대한민국의 서울특별시를 방문하여 당시에 투병을 하고 있던 형 김기창(金基昶)을 만나며 서로 작품을 교환, 이후 대한민국에도 그의 이름이 크게 알려졌다.

### 사망
2004년 12월 26일 평양에서 향년 76세로 별세하였다.

## 주요 작품

### 조선화
- 《고구려 인민들의 무술 경기》
- 《홍경래 농민 폭동》

## 학력
- 경성교동소학교 졸업(1942년 3월)
- 경성제1고등보통학교 졸업(1948년 2월)
- 평안남도 평양미술대학교 조선화미술학과 학사(1960년 3월)

## 가족 관계
- 외할아버지: 한씨 (? ~ 1903년)
- 외할머니: 이정진 (1873년 ~ 1950년)
  - 어머니: 한윤명 (1895년 ~ 1932년)
  - 아버지: 김승환 (1899년 ~ ?)
    - 형: 김기창 (金基昶, 1913년 2월 18일 ~ 2001년 1월 23일, 대한민국의 동양화가.)
    - 형수: 박내현 (朴崍賢, 1920년 4월 13일 ~ 1976년 1월 2일, 대한민국의 동양화가 겸 판화가.)
    - 형: 김기학 (1915년 ~ ?)

## 인간 관계
- 조선민주주의인민공화국의 동양화가 및 조선화가 겸 수묵화가 활동한 정창모(鄭昌謨)의 사형(師兄)이며 조선민주주의인민공화국의 서양화가 겸 동양화가 및 조선화가 겸 공예가 선우 영(鮮于 英)의 스승이다.